# Autorité de régulation de la distribution de la presse
En France, l'Autorité de régulation de la distribution de la presse (ARDP) est une ancienne autorité administrative indépendante, spécialement prévue pour assurer, conjointement avec le Conseil supérieur des messageries de presse (CSMP), le bon fonctionnement du système coopératif de distribution de la presse. Cette mission a été confiée depuis octobre 2019 à l'Arcep.

## Composition
Le collège de l'Autorité comprend quatre membres, nommés pour un mandat de quatre ans, renouvelable une fois, par le ministre chargé de la communication : un conseiller d’État, un magistrat de la Cour de cassation, un magistrat de la Cour des comptes et une personnalité qualifiée choisie à raison de sa compétence sur les questions économiques et industrielles.
Le président de l'Autorité est nommé par décret du Président de la République parmi les membres de l'Autorité.
En 2019, les membres sont :
- M.  Emmanuel Giannesini, conseiller maître à la Cour des comptes (arrêté du 14 juin 2019)
- Mme Maryvonne de Saint-Pulgent, présidente de section au Conseil d’État (arrêté du 18 novembre 2016)
- Mme Élisabeth Flüry-Hérard, vice-présidente de l'Autorité de la concurrence
- M. Patrick Matet, conseiller honoraire à la Cour de cassation (arrêté du 20 novembre 2017).

Le mandat de membre de l'Autorité est, en particulier, incompatible avec le mandat de membre du Conseil supérieur des messageries de presse et avec l'exercice de fonctions ou la détention d'un mandat ou d'intérêts dans une entreprise du secteur de la presse.

## Missions
La loi no 2011-852 du 20 juillet 2011 relative à la régulation du système de distribution de la presse a amendé la loi Bichet pour aménager la gouvernance de cette activité.
Créée par la loi no 2011-852 du 20 juillet 2011 relative à la régulation du système de distribution de la presse, l'ARDP a pour mission 
- d'assurer le bon fonctionnement du système coopératif de distribution de la presse et de son réseau
- de prendre toute mesure d'intérêt général en matière de distribution de la presse, dans les conditions définies par la présente loi.
- de veiller au respect de la concurrence et des principes de liberté et d'impartialité de la distribution
- d'être garant du respect du principe de solidarité coopérative et des équilibres économiques du système collectif de distribution de la presse

C'est un aménagement de la loi Bichet afin d'avoir un organisme avec un budget propre (270 000 € en 2018) et des membres indépendants su secteur de la presse, contrairement au Conseil supérieur des messageries de presse.